# Contea di Glades
La contea di Glades (in inglese Glades County) è una contea della Florida, negli Stati Uniti. Il suo capoluogo amministrativo è Moore Haven.

## Geografia fisica
La contea si trova nella parte meridionale dello Stato. La contea ha un'area di 2.555 km² di cui il 21,57% è coperta d'acqua. A est si trova il lago Okeechobee, il lago più grande della Florida. Le terre della contea sono per lo più di tipo prateria, intervallate da pinete e aree di foresta sempreverde. Una parte della valle del Caloosahatchee si trova nella contea. La contea ospita la Riserva Brighton del popolo Seminole.

### Contee confinanti
- Contea di Highlands - nord
- Contea di Okeechobee - nord-est
- Contea di Martin - est
- Contea di Palm Beach - sud-est
- Contea di Hendry - sud
- Contea di Lee - sud-ovest
- Contea di Charlotte - ovest
- Contea di DeSoto - nord-ovest

## Storia
La Contea di Glades fu creata nel 1921 dalla contea di DeSoto e fu chiamata così per Everglades, sebbene solo una piccola parte del suo territorio rientra effettivamente nelle Everglades.

## Centri abitati

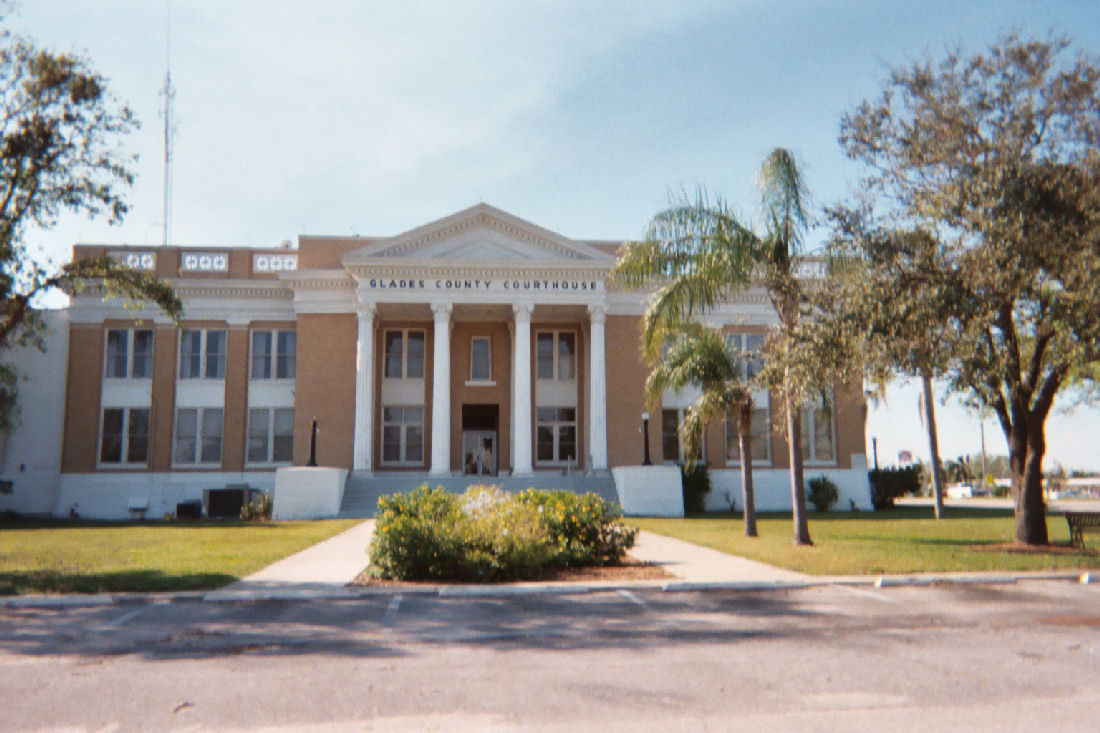
Municipio della Contea di Glades

## Centri abitati[4]
- Buckhead Ridge - cdp
- Moore Haven (capoluogo) - city
- Port LaBelle - cdp

## Politica
| Anno | Repubblicani | Democratici | Altri |
| ---- | ------------ | ----------- | ----- |
| 2004 | 58,3%        | 41%         | 0,6%  |
| 2000 | 54,7%        | 42,9%       | 2,5%  |
| 1996 | 39,7%        | 44,6%       | 15,8% |
| 1992 | 35,1%        | 38,7%       | 26,2% |
| 1988 | 59,7%        | 39,9%       | 0,5%  |